# 塔吉克—美國關係
塔吉克－美国关系是塔吉克斯坦与美国之间始于1992年的双边关系。
根据《2012年美国全球领导力报告》，44%的塔吉克人赞成美国的领导力，38%不赞成，18%不确定。

## 政治交流
随着塔吉克斯坦从塔吉克内战中恢复秩序，美国开始致力于协助塔吉克斯坦的经济和政治发展。随着这些需求越来越多地得到满足，美国的援助工作正在逐步摆脱人道主义援助和政治和解，以及帮助塔吉克斯坦实现更广泛的民主和经济改革目标。
自九一一事件以来，美塔关系有了长足发展。两国现在有着基础广泛的关系，在禁毒、反恐、防扩散、地区增长与稳定等领域开展合作。鉴于俄罗斯边境部队已从塔吉克－阿富汗边境撤出，美国政府领导国际捐助者努力加强塔吉克斯坦的领土完整，防止毒品和与大规模毁灭性武器（WMD）相关的材料或技术的过境，并支持稳定的，实现塔吉克斯坦和平，以防止激进团体和恐怖分子的影响和活动扩散。
美国亦继续协助塔吉克斯坦进行经济改革和融入更广泛的全球市场，例如争取加入世界贸易组织。塔吉克斯坦政府亦大力支持美国打击恐怖主义和促进阿富汗和平与稳定的努力。一座由美国政府出资3600万美元的噴赤河大桥连接阿富汗的謝爾罕班達和塔吉克斯坦的山地巴达赫尚自治州，该大桥每天通行量达到150多辆卡车车次、1000多辆汽车车次，也一定程度上促进了河流两岸城镇经济和商业的发展，以及物资人员的交流。

### 外交代表机构
1991年12月26日，即苏联解体的当天，美国承认了塔吉克斯坦，并于1992年3月在首都杜尚别的一家酒店开设了临时大使馆。1998年美国驻非洲大使馆发生爆炸事件后，由于提高了大使馆的安全标准，杜尚别大使馆的美国工作人员被临时迁移到哈萨克斯坦阿拉木图。自那以后，美国驻杜尚别大使馆恢复全面运作，并于2006年7月迁入专门建造的大使馆大院。
美国驻塔吉克斯坦大使馆由约翰·M·波默谢姆担任。而塔吉克斯坦大使馆位于华盛顿特区西区。